# Lijst van beelden in Renswoude
Dit is een (onvolledige) chronologische lijst van beelden in Renswoude. Onder een beeld wordt hier verstaan elk driedimensionaal kunstwerk in de openbare ruimte van de Nederlandse gemeente Renswoude, waarbij beeld wordt gebruikt als verzamelbegrip voor sculpturen, standbeelden, installaties, gedenktekens en overige beeldhouwwerken.
Voor een volledig overzicht van de beschikbare afbeeldingen zie: Beelden in Renswoude op Wikimedia Commons.
| Geplaatst | Omschrijving                                     | Kunstenaar         | Straat                         | Plaats    | Materiaal | Afbeelding |
| --------- | ------------------------------------------------ | ------------------ | ------------------------------ | --------- | --------- | ---------- |
| 2003      | Mary go round                                    | Erzsébet Baerveldt | Arnhemseweg (rotonde Veenweg)  | Renswoude | staal     |            |
| 2008      | 'In Renswoude wordt men het over zaken wel eens' | Erzsébet Baerveldt | Utrechtseweg (rotonde Nijborg) | Renswoude | staal     |            |